# Lielā mūzikas balva
Lielā mūzikas balva, ungefär Stora musikpriset, är den viktigaste utmärkelsen i Lettlands musikliv. Priset instiftades 1993 på initiativ av dåvarande kulturministern Raimonds Pauls. Vinnaren får en summa pengar och en silverstatyett av konstnären Armands Jēkabsons.